# Docosan
Docosan ist ein langkettiges, lineares Alkan.

## Vorkommen
Docosan ist eine der Hauptkomponenten von Paraffinwachs. Das Mineral Evenkit besteht überwiegend aus Alkanen. Deren Kettenlänge beträgt 19 bis 28. Hauptkomponente ist das Tricosan, Docosan ist mengenmäßig die drittwichtigste Komponente. Es ist außerdem eine Komponente in Ozokerit. Dessen Zusammensetzung unterscheidet sich je nach Herkunft, Docosan macht jedoch zuweilen einen größeren Anteil aus. Es ist außerdem ein Bestandteil des Wachses der Cuticula von Pflanzen. Dessen Zusammensetzung unterscheidet sich stark zwischen Pflanzen, sowohl was den Anteil an Alkanen angeht, als auch deren Kettenlänge. Docosan macht im Allgemeinen einen geringen Anteil aus, Hauptkomponenten sind meist längere Alkane, beispielsweise Nonacosan.

## Verwendung
Docosan ist ein Bestandteil von Dieseltreibstoff. Dieser enthält unter anderem Alkane, die meist eine Kettenlänge zwischen neun und 24 aufweisen. In der EU ist Docosan als Duftstoff in kosmetischen Artikeln zugelassen, die Kennzeichnung dieses Inhaltsstoffes erfolgt mit dem INCI-Namen Docosane.